# Elena Negreanu
Elena Negreanu (n. 13 februarie 1918, Iași – d. 26 ianuarie 2016) a fost o actriță, graficiană și regizoare română. A urmat cursuri de actorie la Institutul din București, la clasa profesoarei Beate Fredanov. Elena Negreanu este fiica lui Constantin Negrea, (1870-1921), originar din Ardeal, profesor de chimie, și a Sevastei, (1890-1944), profesoară de istorie. La 3 ani în 1921 rămâne orfană de tată, așa că mama ei se căsătorește cu profesorul de istorie: Gavril Mușcuțuț, cel care a încurajat-o să devină actriță și regizoare.

## Biografie
Elena Negreanu este fiica lui Constantin Negrea, (1870-1921), originar din Ardeal profesor de chimie, și a Sevastei, (1890-1944), profesoară de istorie. La 3 ani, în 1921, Elena rămâne orfană de tată așa că mama ei se căsătorește cu profesorul de istorie Gavril Mușcuțuț, cel care a încurajat-o să devină actriță și regizoare.
Din 1947 a fost actriță la Teatrul Național „Ion Luca Caragiale” din București și conferențiară la I.A.T.C.
Din 1956 a fost regizor artistic al Radiodifuziunii Române, realizând până în 1980 spectacole cu piese din repertoriul antic, clasic și modern.
În anii 2006 și 2008 Elena Negreanu a prezentat două expoziții de grafică personală în foaierul Sălii Radio.

## Filmografie

### Regizor
- O scrisoare pierdută (1954) - regizor secund